# Klášter Notre-Dame de la Miséricorde
Klášter Notre-Dame de la Miséricorde (fr. Couvent des religieuses hospitalières de Notre-Dame de la Miséricorde, tj. klášter špitálnic Panny Marie Milosrdné), nazývaný též hôpital de Saint-Julien et de Sainte-Basilisse (neboli špitál sv. Juliána a sv. Basilisy), je zaniklý ženský klášter v Paříži. Klášter byl zrušen za Francouzské revoluce a přeměněn na kasárna.

## Umístění
Klášter se nacházel v 5. obvodu mezi ulicemi Rue Mouffetard (vstup se nacházel v prostoru dnešního domu č. 61) a Rue Gracieuse.

## Historie
Na předměstí Saint-Antoine existoval od středověku špitál, který sloužil jako azyl pro chudé nebo nemocné ženy a dívky. Královský rada Jacques Le Prévost se rozhodl na svém panství Herblay-sur-Seine založit špitál, a proto povolal jeptišky z Dieppe. Smlouvou ze dne 18. června 1652 jim poukázal 1500 liber příjmu a dům v Gentilly, aby zde založily klášterní společenství pro nemocné.
Patentem z roku 1655 jim bylo povoleno převést svůj dům do Paříže do Rue Mouffetard. Už v roce 1653 odkoupily dva domy s dvory a zahradami. Jeptišky zde nechaly postavit kapli zasvěcenou sv. Juliánovi a sv. Basilise a několik budov, které byly od počátku 17. století zpustlé. Na počátku 18. století nechal špitál opravit král Ludvík XVI. Špitál měl 37 lůžek. U některých založily soukromé osoby nadace, takže jejich užití bylo zdarma. Ostatní stály 36 franků měsíčně. Klášter byl zrušen v roce 1790 během revoluce a využívala ho armáda. Budovy byly v letech 1824–1830 zbořeny a na jejich místě vznikla nová kasárna (Caserne Monge).